# Pastoral Song
Pastoral Song – wiersz irlandzkiego poety i dramaturga Aubrey de Vere’a (1788–1846), ojca Aubreya Thomasa de Vere’a, opublikowany w 1823 w tomiku The Duke of Mercia: an Historical Drama. The Lamentation of Ireland, and Other Poems. Utwór składa się z strof czterowersowych rymowanych według wzoru abab. Ma trzynaście zwrotek. Obok rymu poeta stosuje aliterację:
Her cheeks of blushing beauty,
Her modest eyes downcast,
I thought it was a duty
To worship as she past.
Hers were the snowy fingers
That loved the strings of song,
What time the west wind lingers
Poetic steeps among.
Her innocent voice! how sweetly
Arose its simple sound,
While virgins, fair and featly,
Went dancing in a round.